# Odontosyllis gibba
Odontosyllis gibba är en ringmaskart som beskrevs av Claparede 1863. Odontosyllis gibba ingår i släktet Odontosyllis och familjen Syllidae. Arten har ej påträffats i Sverige. Utöver nominatformen finns också underarten O. g. robertianae.